# 2004年夏季残疾人奥林匹克运动会日本代表团
2004年夏季残疾人奥林匹克运动会日本代表团是日本派出的2004年夏季残疾人奥林匹克运动会代表团。获得17枚金牌、15枚银牌和20枚铜牌。